# Qiang Ding
Qiāng Dīng (chinesisch 羌丁) oder Wò Dīng (chinesisch 沃丁) (* ? v. Chr.; † 1691 v. Chr.) herrschte als fünfter König der Shang-Dynastie für 29 Jahre über China. Er war der Sohn des Königs Tai Jia. Er gilt traditionell als König der Shang-Dynastie von China, aber neuere archäologische Beweise haben Zweifel.

## Leben
In den Aufzeichnungen des Großen Historikers wurde er von Sima Qian als fünfter Shang-König aufgeführt, als Nachfolger seines Vaters Tai Jia. Er wurde im Jahr Guisi (癸巳) inthronisiert – mit Qingshi (卿士) als seinem Premierminister und Bo (亳) als seiner Hauptstadt. Im 8. Jahr seiner Herrschaft führte er Zeremonien zu Ehren von Yi Yin, dem vorherigen Premierminister, durch.
Während seiner Ära starb der berühmte Minister Yi Yin, der unter Wo Ding bis zu seinem Tod als Minister gedient haben soll. Wo Ding begrub ihn in der Hauptstadt Bó. Das Begräbnis und die Ernennung wurden in einem der Dreizehn Konfuzianischen Klassiker (chinesisch 十三经) -- Shàng Shū (chinesisch 尚书) aufgezeichnet. Nach Yi Yins Tod ernannte Wo Ding Jiudan, einen erfahrenen Beamten aus der Zeit des Shang-Kaisers Tang, zu seinem neuen Hauptminister. Jiudan folgte Yi Yins Richtlinien, die auf sparsame Staatsführung und das Wohlergehen der Bürger abzielten, und hielt sich streng an die Gesetze Kaiser Tangs. Er verfasste auch das Werk Wo Ding, um den König daran zu erinnern, die ehrenwerten Traditionen zu bewahren und das Shang-Reich mit moralischer Integrität zu regieren. 
Er regierte 19 Jahre lang (andere Quellen sprechen von 29 Jahren), bevor er starb. Er erhielt den posthumen Namen Wo Ding und wurde von seinem Bruder Tai Geng abgelöst. Orakelknocheninschriften, die in Yinxu ausgegraben wurden, führen ihn nicht als einen der Shang-Könige auf.